# Eugene Marino
Eugene Antonio Marino SSJ (ur. 29 maja 1934 w Biloxi, zm. 12 listopada 2000 w Manhasset) – afroamerykański duchowny rzymskokatolicki, arcybiskup metropolita Atlanty w latach 1988–1990.

## Życiorys
Jego ojciec był Afroamerykaninem a matka Portorykanką. Święcenia kapłańskie otrzymał 9 czerwca 1962 roku w zgromadzeniu Józefitów Najświętszego Serca (amerykańskie stowarzyszenie, którego priorytetem jest praca wśród czarnej ludności). W latach 1968–1971 wikariusz generalny swego zakonu.
12 lipca 1974 papież Paweł VI mianował go biskupem pomocniczym Waszyngtonu ze stolicą tytularną Walla Walla. Sakry udzielił mu przyszły kardynał William Wakefield Baum. W roku 1985 jako pierwszy czarnoskóry biskup został sekretarzem Konferencji Biskupów Amerykańskich.
14 marca 1988 mianowany został arcybiskupem metropolitą Atlanty i tym samym pierwszym Afroamerykaninem na tak wysokiej funkcji. Od początku swej działalności na nowej placówce zaangażował się w działania na rzecz rozwiązania problemu niewłaściwych zachowań seksualnych duchowieństwa. Okazało się jednak, że sam złamał celibat wdając się w romans z kobietą. Zrezygnował 10 lipca 1990 roku, gdyż jak sam twierdził, potrzebował „odnowy duchowej, terapii psychologicznej i nadzoru lekarza”. Będąc na emeryturze nadal pomagał swym braciom w kapłaństwie pracując w St Vincent Medical Center’s Clergy Consultation and Treatment Service dla księży z zaburzeniami psychicznymi i seksualnymi. Zmarł nagle na zawał serca i pochowany został w rodzinnym mieście obok swych rodziców.